# 놓친 예능 따라잡기
《놓친 예능 따라잡기》는 KBS 2TV의 연예 정보 전문 예능 프로그램이다. 기획 의도는 화제의 장면을 모은 프로그램이다.

## 기획의도
장면을 모은 프로그램

## 방송시간
- KBS 2TV 매주 목요일 오후 17:30